# Club Atlético Monzón

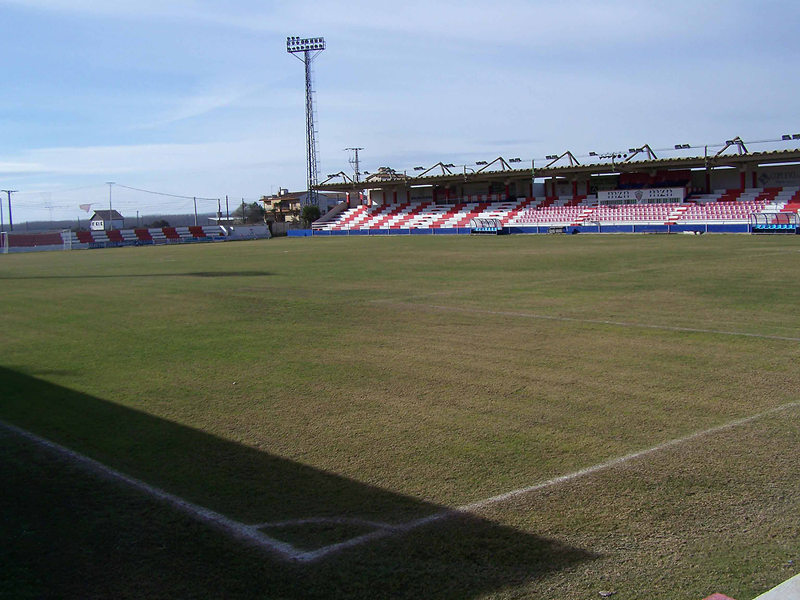
Terreno de juego del Isidro Calderón (2009).

El Club Atlético Monzón es un club de fútbol español de la localidad oscense de Monzón, Aragón. Fue fundado en 1950, y actualmente compite en la Tercera Federación (Grupo XVII).

## Historia
El fútbol aparece en Monzón de una forma reglada y continuada en 1922 con la creación del Football Club Monzón. Este equipo que vestía colores azulgranas contó con jugadores como Rodrigo, Bielsa, Plá, los hermanos Peralta, Burrel, Meliá, Torres, Urgelés, Subías y Visa. En su historial una brillante victoria obtenida en Barcelona contra el Universitario de la capital catalana. El Football Club Monzón desapareció en 1927 y un año después se forma el Club Deportivo Monzón con Pio Vallejo Rodrigo y Daniel Banzo Gombáu como principales impulsores. Entre sus jugadores destacados: Álvarez, Ríos, Lamesa, Indalecio, Burrel, Lafarga, Tanasio, Perella, Blasito, Banzo y Guarné. Tras una polémica con la Federación el Club Deportivo Monzón decidió retirarse de la competición y fue en 1950 tras el Mundial de Brasil cuando un grupo de amigos formado por Antonio Alcubierre, Evaristo Sánchez y Tomás Castel decidieron crear el actual Club de Fútbol Atlético de Monzón.
Uno de los presidentes
en la década de los cuarenta fue  Valeriano Sanchez Buisan.
Con un historial continuado desde entonces.  Fue el 17 de septiembre de 1950 cuando el Atlético de Monzón jugó su primer partido, lo hizo en China cochina con el resultado de empate a uno. Aquel día jugaron: Evaristo, Alcubierre I, Valencia, Vallejo, Grau, Francisco Castán, Castel, Español, Alcubierre II y Tomás Castán. El gol lo consiguió Alcubierre II. El primer presidente fue Joaquín Viscosillas y tras varios años de competición en Segunda y Primera Regional en la temporada 56/57 se logró el primer ascenso a la Tercera División Nacional jugando contra equipos como Logroñés, Osasuna, Eibar, Real Unión, Deportivo Aragón, Villarreal. A lo largo de su historia han sido varias las promociones de ascenso disputadas por el equipo rojiblanco: San Fernando de Cádiz, Basconia, Badajoz y más recientemente Haro, Raqui San Isidro, Ciudad de Santiago, Compostela y Binisalem. El Club de Fútbol Atlético de Monzón también puede presumir de haber disputado la Copa del Rey en varias ocasiones con Real Zaragoza, Celta de Vigo, Osasuna o Sabadell como alguno de sus rivales. En la temporada 2008/09 el club se proclamó por primera vez en su historia campeón del grupo aragonés de la Tercera División con Miguel Rubio como entrenador.
Dada la relevancia y el nombre adquirido por el Atlético de Monzón a lo largo de su historia el club es elegido por el Real Zaragoza en los años 80 para acogerlo como equipo filial.
Muchos han sido los jugadores y entrenadores que han pasado por el club, pero debemos personificar en el local Julián Royo que fue traspasado al Real Madrid y en ‘mister bolígrafos’ Pascual Martínez por su década al frente del banquillo rojiblanco. Si mencionamos patrocinadores el Grupo Meflur Comunicaciones ha sido el más duradero en la historia de la entidad.

## Estadio
El Club Atlético Monzón juega sus partidos en el Estadio Municipal Isidro Calderón que tiene una capacidad de 5.000 espectadores y un terreno de juego de césped artificial desde 2012.

## Entrenadores

### Cronología de los entrenadores
- 2008-2009: Miguel Rubio.
- 2017-2020: Mario Vicién.
- 2020-Presente: Cristian Abad.[2]

## Datos del club
- Temporadas en Tercera División: 51.
- Clasificación histórica de la Tercera División: 25.º.
- Participaciones en la Copa del Rey: 9.
- Mejor puesto en Copa del Rey: 2ª ronda (en 2 ocasiones).

## Palmarés

### Campeonatos nacionales
- Tercera División de España (1): 2008-09 (Grupo 17).

### Campeonatos regionales
- Regional Preferente de Aragón (2): 1976-77 y 1995-96 (Grupo 2).
- Copa RFEF (fase regional de Aragón) (1): 2022-23.[3]
- Subcampeón de la Regional Preferente de Aragón (4): 1972-73, 1974-75, 1975-76 y 2001-02 (Grupo 2).